# Tmarus horvathi
Tmarus horvathi es una especie de araña cangrejo del género Tmarus, familia Thomisidae.

## Distribución
Esta especie se encuentra en la región paleártica.